# SN 1993ah
SN 1993ah – supernowa typu Ia odkryta 12 listopada 1993 roku w galaktyce E471-G27. Jej maksymalna jasność wynosiła 16,32m.